# Eduardo Blanco (piłkarz)
Eduardo Blanco (ur. 1897, zm. 28 września 1958) – argentyński piłkarz, grający na pozycji obrońcy i pomocnika.

## Kariera klubowa
Eduardo Blanco podczas piłkarskiej kariery w latach występował w Rosario Central. Z Rosario trzykrotnie wygrał lokalną Liga Rosarina de Fútbol w 1915, 1916 i 1917.

## Kariera reprezentacyjna
W reprezentacji Argentyny Blanco występował w latach 1917–1918. W reprezentacji zadebiutował 15 sierpnia 1918 w zremisowanym 0-0 meczu z Urugwajem, którego stawką było Gran Premio de Honor Argentino. W 1917 był w kadrze na Mistrzostwa Ameryki Południowej.
Na turnieju w Montevideo był rezerwowym i nie wystąpił w żadnym meczu. Drugi i ostatni raz w reprezentacji Blanco wystąpił 20 września 1918 w zremisowanym 1-1 meczu z Urugwajem, którego stawką było Copa Lipton.
| Mecze i gole w reprezentacji | Mecze i gole w reprezentacji | Mecze i gole w reprezentacji | Mecze i gole w reprezentacji | Mecze i gole w reprezentacji | Mecze i gole w reprezentacji | Mecze i gole w reprezentacji |
| #                            | Data                         | Miasto                       | Przeciwnik                   | Gol                          | Wynik                        | Rozgrywki                    |
| ---------------------------- | ---------------------------- | ---------------------------- | ---------------------------- | ---------------------------- | ---------------------------- | ---------------------------- |
| 1.                           | 25.08.1918                   | Buenos Aires                 | Urugwaj                      |                              | 2:1                          | Gran Premio                  |
| 2.                           | 20.09.1918                   | Montevideo                   | Urugwaj                      |                              | 1:1                          | Copa Lipton                  |